# 노영하
노영하(盧永夏, 1951년 3월 15일~2024년 6월 3일)는 대한민국의 프로 바둑 기사이다. TV 바둑 해설위원 활동을 지냈다.

## 학력
- 1964년~1967년: 중동중학교 60회 졸업
- 1967년~1969년: 대동상업고등학교 43회 졸업

## 경력
- 1967년 프로 입단(전순길)과 입단 동기(스승 정창현)
- 1971년 제6기 왕위전 준우승.(대 김 인) , 패왕전 본선(통산 7회).
- 1972년 제17기 국수전 준우승(대 윤기현)[1]
- 1975년 TBC 왕좌전 보조 진행자 및 해설
- 1977년 KBS 신춘 특별기전 우승.[2]
- 1980년 제1기 KBS 바둑왕전 준우승(대 0-2 조훈현 八단.)
- 1984년 제2기 박카스배 본선, KBS 바둑왕전 해설자.[3][4]
- 1985년 MBC 제왕전 본선
- 1988년 MBC 제왕전 본선
- 1994년 제3기 SBS 연승바둑최강전 본선[5]
- 1995년 제4기 SBS 연승바둑최강전 본선 .[6]
- 1996년 제5기 SBS 연승바둑최강전 본선 ,최고위전 본선,8단 승단(특레승단).[7][8]
- 1997년 제28기 명인전, 최고위전 본선.
- 1999년 제4회 LG정유배 본선, 9단 승단, 제1기 맥심배 본선, 제1기 청풍공기청정기배 프로 시니어기전 본선 .[9][10]
- 2000년 제2기 맥심배 본선[11][12]
- 2001년 제3기 맥심배 본선, 제2회 돌씨앗배 프로시니어기전 16강 본선.
- 2002년 제4기 맥심배 본선
- 2004년 맥심배 입신최강전 본선(정수현 상대로 백반집승 이후 상대 박영훈을 패배)
- 2005년 제5회 잭필드배 프로시니어기전 24강 본선 , 맥심배 본선(1회전에서 대 김승준 패)
- 2006년 제8기 맥심배 본선(대 박영훈 패)
- 2008년 제5회 전자랜드배 왕중왕전 본선(현무왕).
- 2009년 한국경제신문 바둑 관전기 집필자.[13]
- 2011년 제13기 맥심커피배 본선(대 백성호 패)
- 2012년 더 리버사이드 시니어 삼국지 본선(국수팀)
- 2013년 KBS 바둑왕전 해설자 은퇴.[14][15]
- 2014년 2014 시니어 왕위전 조훈현 九단 제압[16]
- 2014년 2014 시니어 왕위전 준우승(통산 4회 준우승 대 서봉수 0-1)
- 2014년 11월: 시니어 기사회장 역임[17]
- 2017년: 지지옥션배 본선
- 2019년: 제7기 대주배 남녀프로시니어 최강자전  본선 16강

## 바둑해설 경력
- 1976년에 동양방송 왕좌전 바둑 해설을 맡았다.
- 1976년부터 2013년까지 한국방송공사 TV 바둑 해설을 맡았다.[18][19]
- 1984년~2013년 3월 10일까지 KBS 바둑왕전 해설을 맡았다.
- TV 바둑 아시아 선수권대회, 동양증권배, 삼성화재배의 국제기전 해설자로 활약했다.
- iTV에서 방송됐던 노영하의 바둑이야기의 바둑 해설을 맡았다.

## 가족 관계
- 배우자: 임명자
  - 아들 2남

## 저서 및 비디오,DVD 작품
- 《바둑 이래야 늘어》 (양상국 공저) - 한국기원
- 《노영하 바둑강좌》 비디오 10개
- 《노영하 바둑특강》 비디오 10개
- 《한국기원의 바둑입문》 (조훈현,서봉수 공저) - 한국기원
- 1989년 《포석의 기초》
- 1989년 《정석의 기초》
- 1995년 《노영하의 바둑비디오》 - 한서미디어 제작
- 《노영하 DVD 바둑강좌》

## 노영하의 작품
- 노영하 비디오 바둑강좌
- 노영하의 바둑(cd-rom)
- 노영하의 바둑비디오(한서미디어 제작)